# Sébastien Le Balp
 (mai 2021).
Sébastien Le Balp (Sebastian Ar Balp en breton), né en 1639 à Kergloff dans l'actuel département du Finistère, est un notaire et rebelle breton. Il est le fils du meunier François Le Balp et de Louise Caroff. Intelligent, il fut remarqué très tôt par Sébastien de Ploeuc, marquis du Tymeur qui l'envoya étudier le droit à Nantes,.
Revenu dans le Poher (centre ouest de la Bretagne), il épouse à 22 ans Anne Riou et devient notaire royal à Carhaix en 1664.
Dans un contexte de crise économique, la population, excédée par la pression fiscale de Louis XIV, refuse de nouveaux impôts sur le papier timbré et l'étain. La révolte des Bonnets rouges, démarrée dans les villes, gagne et s'amplifie dans les campagnes. Un siècle avant la Révolution de 1789 des « cahiers de doléances » (code paysan) sont rédigés.
En Basse-Bretagne, Le Balp organise la révolte. Début septembre 1675, il mobilise 30 000 hommes et investit avec 2000 Bonnets rouges le château du Tymeur. Il tente d'enrôler le marquis Charles de Montgaillard, ancien colonel du régiment de Champagne, à la tête du mouvement armé. Cependant, son frère Claude, marquis de Montgaillard, tue par surprise Sébastien Le Balp dans la nuit du 2 au 3 septembre 1675, à la veille du soulèvement prévu. Privé de son chef, la révolte se désagrège mais reste très ancrée dans les mémoires jusqu'à nos jours.

## Biographie
Sébastien Le Balp est né en 1639 à Moulin Meur (Kergloff - 29), qui était alors une trève de Cléden-Poher. Il est le fils du meunier François Le Balp et de Louise Caroff. 
Intelligent, il fut très tôt remarqué par M. de Plœuc, marquis du Tymeur qui l'envoya étudier le droit à Nantes. 
Revenu dans le Poher, il épouse à 22 ans Anne Riou, ce qui lui permet d'acheter avec la dot une charge de notaire royal à Carhaix en 1664,,.
Lors de sa mort en 1675 il habitait à Garsangroas en Kergloff.

### Une étroite relation avec la famille de Plœuc, marquisat du Tymeur en Poullaouen
Sébastien Le Balp fut le notaire de Renée Mauricette de Plœuc, marquise du Tymeur, qui épouse Charles de Percin, seigneur de Montgaillard (Tarn-et-Garonne) en 1662. La seigneurie de Montgaillard fut érigée en marquisat le 28 mars 1671 par lettres patentes du roi Louis XIV.

En 1668 éclate à Carhaix l’affaire Renée Mauricette de Plœuc, Dame de Montgaillard qui est soupçonnée de rouler des paysans avec la complicité de son notaire Sébastien Le Balp âgé alors de 23 ans. Il était notaire royal depuis un an, redevable envers la famille de Plœuc qui avait payé ses études, il souhaitait être salarié de la marquise. L'affaire concerne un acte de ferme au nom de paysans pour les moulins à la somme de 1100 livres par an au profit de Dame de Plœuc-. Lui seul va en prison en 1673. Il est relâché au début de 1675 et garde une bonne réputation (les archives montrent qu'il était le parrain pour de nombreuses familles). Cependant, révolté contre ce système seigneurial, il s’emploie alors à combattre l’injustice et les différentes formes d’oppressions fiscales et seigneuriales. C’est la veille de l'insurrection.

### Sébastien Le Balp prend la tête d’une révolte à deux visages: force et réforme

#### Plus d'un siècle avant1789, les révoltés rédigent des codes paysans (comparable auxcahiers de doléancesde1789)
La révolte en centre Bretagne va trouver un chef dans ce notaire issu des classes populaires,.
Les revendications des paysans, tout autant antifiscales que politiques, sont exprimées par huit textes appelés Code paysan ou « code pesovat » (ar pezh zo vat : ce qui est bon) qui montrent une volonté législative et réformatrice du mouvement des Bonnets rouges. Parmi les revendications on note : 
- l’abolition des impôts de champart (partage des récoltes) et de corvée[9],
- la fin des exactions des seigneurs[10]
- l'affirmation de la Liberté Armorique : c'est ainsi que les Bretons de l'époque appelaient leurs privilèges en vertu du traité d'union de la Bretagne à la France
- le juste paiement du clergé (qui ne devra être "payé pour leurs services, et seulement pour cela")[9]
- la représentation réelle dans les états provinciaux[10],
- l'égalité et l'abolissement des classes…[9]

À l’origine, la crise économique de 1671 est de plus en plus difficile à supporter par les paysans dont les seigneurs exigent durement leurs droits en nature, en travail et en argent.

En effet, depuis 1661, Louis XIV règne seul sur la France. Ses ambitions démesurées, ses guerres, son goût du luxe coûtent très cher. Douze nouvelles taxes sont créées par son ministre des finances Colbert, entre 1664 et 1675 qui a décidé de passer outre aux prérogatives des États de Bretagne qui ont refusé ces nouvelles taxes (l'édit d'union de la Bretagne à la France de 1532 spécifiant « Aucun impôt ne pourra être levé que par le Parlement et les États de Bretagne »,). Néanmoins, en 1673, un papier timbré est exigé pour tout acte notarié. En 1674, c’est la vente du tabac et une taxe sur la vaisselle d’étain qui tombe sous le contrôle royal… Le duc de Chaulnes, gouverneur de Bretagne, représentant du roi, explique à Colbert que les paysans s’émouvaient de la rumeur d’une nouvelle imposition sur le blé et sur le sel (gabelle)… Écrasés par les impôts féodaux, la révolte gronde dans les villes et dans les campagnes. 

Le 2 juillet 1675, les révoltés rédigent le plus abouti des codes paysans  peut-être dans la chapelle Notre-Dame de Tréminou en Plomeur : Le Code paysan des quatorze paroisses : abolition du champart (partage des récolte), des corvées, de la dîme (partage des récolte pour le clergé) ou du papier timbré (taxe sur les actes notariés), remise en cause des privilèges seigneuriaux, volonté de concorde entre paysans et gentilshommes et une justice équitable…. 

Dans une lettre du 5 juillet 1675 le duc de Chaulnes en informe Colbert. Les codes paysans étonnent l'Europe, l'ambassadeur de Venise en France en fait mention, comme certaines gazettes hollandaises et anglaises. Ces textes sont bien construits, écrits sans doute par un ou plusieurs juristes. Or, le meneur le plus célèbre des Bonnets rouges, Sébastien Le Balp, a eu une formation de juriste à Nantes. Un siècle avant la Révolution française, ces codes paysans sont des textes précurseurs des événements à venir et ressemblent par nombreux aspects aux cahiers de doléances de 1789.… Selon l’historien Boris Porchnev, la révolte de 1675 annonce 1789… Pour le Professeur d’histoire moderne Alain Croix, la révolte est un affrontement entre la bourgeoisie et ses alliés d'une part, l'Ancien Régime d'autre part, comme lors de la Révolution française, à une échelle différente.

#### La révolte est aussi, et surtout anti seigneuriale

##### Bonnets rouges, Bonnets bleus
Sébastien Le Balp sut organiser une armée bretonne de 6000 hommes - Bonnets rouges, mais 30 000 autres volontaires bretons le suivent sans avoir d’armes. Le nom de Bonnets rouges est lié au bonnet que les insurgés du Poher (Finistère centre) choisissent comme signe de ralliement, ceux du pays bigouden (sud-ouest du Finistère) avaient un bonnet bleu. On pourrait parler de révolte des Bonnets rouges et bleus mais le rouge sied mieux à l’image de révolte.

##### Faits d'armes et actes de révolte
Dans une lettres du duc de Chaulnes à Colbert :
« La campagne s’agite Monseigneur, tout va très vite. Il ne s’agit plus de tabac. Les paysans sont attroupés en quelques lieux autour de Quimper Corentin. La ville est menacée. Paraît-il, leur colère est plus tournée vers les gentils Hommes que vers l’autorité du Roi. Il est certains que la noblesse a traités fort durement leurs paysans. Ils ont rendu à quelques-uns les coûts de bâtons qu’ils en avaient reçus. Ils ont exercé envers 5 ou 6 de grandes barbaries. Ils ont pillé leur maison et incendié quelques-unes. Le manoir de Cosquer en Combrite, M. de Kersalaun ne s’en remettra point. Leur misère est si grande que l’on doit beaucoup appréhender les suites de leur rage et de leur brutalité. La misère les a provoqué à s’armer autant que les exactions de leurs seigneurs et les mauvais traitements qu’ils en avaient reçu. Tant par l’argent qu’ils en avaient tiré que par le travail qu’ils leur avaient fait faire continuellement à leur tête. »
Un des bourgeois de Carhaix témoigne que Sébastien Le Balp s'était « acquis une telle réputation parmi les paysans révoltés […] qu'il s'était fait passer pour le chef, que lesdits révoltés suivaient entièrement ses ordres pour sonner les tocsins, pour s'attrouper et s'assembler où il voulait, que pendant la sédition, il a été le premier en tête, à tous les incendies, pillages et désordres ».
Avant les campagnes, le 3 avril 1675, les villes de Bretagne sont secouées par de violentes émeutes. Des troubles ont éclaté à Saint-Malo et Lamballe. À Guingamp et à Nantes, on a exécuté des meneurs. 

Le 18 avril 1675, à Rennes, les bureaux pour la distribution du tabac, de la marque de l'étain, du papier timbré et du domaine sont pillés, la foule défile dans la rue en criant "Vive le Roi sans gabelle et sans édits". Le gouverneur de Bretagne, le duc de Chaulnes, est pratiquement assiégé dans son hôtel de Rennes.
Le 9 juin 1675, à Châteaulin, des paysans en armes s’en prennent au marquis de La Coste, lieutenant du roi pour la Basse Bretagne, venu maintenir l’ordre et faire exécuter les nouveaux édits sur le tabac et le papier timbré qui servait à rédiger les actes notariés. Dans trente paroisses des alentours le tocsin retentit pour appeler à la rébellion.
Le samedi 6 juillet, un groupe de paysans et d’artisans conduits par Sébastien Le Balp, attaque et pille la résidence de Claude Sauvan, fermier des devoirs à Carhaix (collecteur d’impôts). Au cours de l’expédition, un commis est tué, les bureaux sont dévastés, des tonneaux sont défoncés, la vaisselle, les meubles et la recette sont emportés, puis la maison incendiée.
De Gonville, commissaire des guerres, écrit à Louvois, ministre des armées : "Il n'y a, Monseigneur, nulle sûreté par la campagne, il n'y a que les plus proches de Brest où le calme est".
Le duc de Chaulnes, en attendant les renforts, quitte Rennes et se réfugie à Port Louis (56).
Le 11 juillet 1675, ils sont près de 6000 insurgés dans la région de Saint-Hernin et Kergloff à prendre d’assaut et bruler le château occupé par Philippe de Quengo, veuve du marquis Toussaint Le Moyne de Trévigny connu pour sa dureté contre les paysans.

##### Mise en place du piège meurtrier
Le comte de Boiséan, gouverneur de Morlaix, ne s'y trompe pas en écrivant, le 26 juillet, au marquis de Montgaillard : "Je crois que s'y pouviez gagner leur chef ou lui faire couper la gorge, tout ce parti se réduirait en fumée". Le marquis de Montgaillard qui entretient des rapports ambigus avec les insurgés, était en effet arrivé par ruse à les dissuader de marcher sur Morlaix. .
Mais Sébastien Le Balp ne rompt pas ses relations avec le Marquis. En effet, les insurgés savent que des troupes royales sont en route pour la Bretagne. Or, pour espérer leur résister militairement, le notaire Le Balp sait qu’il leur faut un professionnel de la guerre.

#### Sébastien Le Balp est tué au château de Tymeur à Poullaouen
Sébastien Le Balp fait sonner le tocsin. 30 000 hommes en armes se mettent en marche dans le but de se regrouper le soir du 3 septembre à Poullaouen. Le Balp compte ensuite marcher sur Carhaix et Quimper, puis affronter les troupes du duc de Chaulnes qui venaient d’être envoyées en Bretagne pour mater la rébellion.
Arrivé au manoir du Tymeur la veille au soir, avec 2 000 hommes, Sébastien Le Balp s'isole pour s'entretenir avec les marquis Charles et Claude de Montgaillard et tenter de les rallier à leur cause, par la menace s'il le faut,.
Charles de Percin, marquis de Montgaillard, fut Colonel du régiment de Champagne et officier des Mousquetaires du roi. Il n'était pas hostile aux revendications des révoltés qui contestaient les nouveaux impôts, notamment une nouvelle taxe sur les papiers timbrés. Sébastien Le Balp, leur chef, avait été le notaire de son épouse Renée Mauricette de Plœuc, marquise du Tymeur. Sébastien Le Balp espérait convaincre le marquis Charles de Montgaillard de prendre la tête des insurgés pour s'opposer aux troupes royales menées par le duc de Chaulnes,.
Mais dans la nuit du 2 au 3 septembre 1675, le frère ainé de Charles, Claude de Montgaillard, fidèle au roi Louis XIV qui l’a fait marquis quatre ans plus tôt (28 mars 1671) tue par surprise Sébastien Le Balp d'un coup d'épée à travers la gorge. Les marquis de Montgaillard parviennent ensuite à s'enfuir du manoir en semant la confusion chez les Bonnets rouges décontenancés par la mort de leur meneur. En représailles, le manoir du Tymeur en Poullaouen et ses archives sont pillés et en partie brûlées,,. Privés de leur chef, les 30 000 hommes qui se concentraient à Poullaouen selon le plan prévu, se dispersent...
Dans le même temps, les troupes qu'attendait le duc de Chaulnes arrivent en Bretagne. Le 1er septembre, elles sont à Quimper, du 4 au 18 dans le Poher, le 20 à Morlaix, le 12 octobre, elles pénètrent dans Rennes. En l'absence de rébellion organisée, les troupes royales ne se voient opposer que peu de résistance. Pour les habitants des paroisses et villes révoltées, en revanche, c'est le début d'une longue épreuve.

## Exhumé pour être jugé, Sébastien Le Balp devient un martyr de la liberté Armorique et un symbole d’une lutte pour l'égalité entre les classes
la liberté Armorique : c'est ainsi que les Bretons de l'époque appelaient leurs privilèges de la Bretagne en vertu du traité d'union de la Bretagne à la France.

### Le procès au cadavre pour l'exemple, et les pendaisons sommaires
Sébastien Le Balp est exhumé. On fait un procès à son cadavre qui est ensuite traîné sur une claie, rompu et exposé sur une roue. Il est décapité puis son corps est enterré à l’église de Kergloff tandis que son crane est recueilli à la chapelle de Saint-Drézouarn (Kergloff). Les meneurs sont torturés, exécutés ou condamnés aux galères. Au milieu de la répression, le duc de Chaulnes a cette phrase terrible : "Les arbres commencent à avoir le poids qu'on leur donne". Il s’ensuit des massacres de femmes et d’enfants, tortures, viols, incendies… Ils s'amusent à voler, ils mirent l'autre jour un petit enfant à la broche. Toutes ces troupes de Bretagne ne font que tuer et voler” (Madame de Sévigné, décembre 1675).

### Les représailles du Roi envers les paroisses
Les représailles du Roi font trembler les paroisses et les villes. Plusieurs clochers du pays bigouden qui avaient sonné le tocsin de la révolte sont décapités ou leur cloche déposée. Ceux de Lanvern et Languivoa en Plonéour-Lanvern et Lambour à Pont-l'Abbé n'ont jamais été reconstruits. À Rennes, un faubourg est entièrement rasé et le parlement est exilé à Vannes le 16 octobre 1675. Il est obligé de verser une contribution de trois millions de livres au trésor de guerre, une somme colossale. Le Parlement restera à Vannes du mois d’octobre 1675 jusqu’en 1689 date de la nomination du premier intendant de la province,. 10 000 dragons stationnent et ruinent la province et se comportent comme en pays ennemi conquis. Les propriétaires des manoirs pillés seront dédommagés financièrement.

### La révolte reste fortement ancrée dans les mémoires
Bien qu’il existe d’autres révoltes paysannes ou jacqueries, la révolte des Bonnets rouges de Sébastien Le Balp reste la plus profondément ancrée dans la mémoire collective des Bretons. D’une part c’est l’une des seules à laisser des traces visibles (certains clochers sont toujours restés décapités). D’autre part, les allusions à Sébastien Le Balp, aux Bonnets rouges et au papier timbré comme symboles de lutte antifiscale ou d’égalité sociale sont nombreuses dans les archives, les chansons, ou les revendications politiques. Mais c’est surtout depuis les années de révoltes de 1968 que Sébastien Le Balp redevient l’un des plus forts symboles identitaires bretons et la révolte des Bonnets rouges l’un des épisodes les plus connus de l’histoire de la Bretagne. La toponymie urbaine intègre le nom de Sébastien Le Balp ou des Bonnets rouges dans les rues, les places, les salles communales à Carhaix, Kergloff, Poullaouen, Spézet, Ergué-Gabéric, mais aussi à Brest, Quimper et Lorient…. Une stèle sur la place de la commune à Spézet, une pièce de théâtre « le printemps des Bonnets rouges » de Paol Keineg, des Dvd, des livres, une bière aux baies de sureau et bien des sites Internet relatent l’histoire des Bonnets rouges et de leur chef Sébastien Le Balp,,. En 2013, dans le Finistère, s'opposant à l'instauration de l'écotaxe : « Les manifestants avaient annoncé la couleur en se rendant samedi devant le dernier portique écotaxe finistérien encore en état de fonctionner coiffés de bonnets rouges, symbole de la révolution antifiscale en Bretagne sous l'Ancien Régime. »